# Villars-les-Dombes
Villars-les-Dombes és un municipi francès situat al departament de l'Ain i a la regió d'Alvèrnia-Roine-Alps. L'any 2007 tenia 4.317 habitants.

## Demografia

### Població
El 2007 la població de fet de Villars-les-Dombes era de 4.317 persones. Hi havia 1.698 famílies de les quals 498 eren unipersonals (187 homes vivint sols i 311 dones vivint soles), 510 parelles sense fills, 562 parelles amb fills i 128 famílies monoparentals amb fills.
La població ha evolucionat segons el següent gràfic:
Habitants censats

### Habitatges
El 2007 hi havia 1.857 habitatges, 1.724 eren l'habitatge principal de la família, 66 eren segones residències i 67 estaven desocupats. 1.167 eren cases i 637 eren apartaments. Dels 1.724 habitatges principals, 1.011 estaven ocupats pels seus propietaris, 688 estaven llogats i ocupats pels llogaters i 25 estaven cedits a títol gratuït; 40 tenien una cambra, 188 en tenien dues, 294 en tenien tres, 479 en tenien quatre i 723 en tenien cinc o més. 1.230 habitatges disposaven pel capbaix d'una plaça de pàrquing. A 780 habitatges hi havia un automòbil i a 747 n'hi havia dos o més.

### Piràmide de població
La piràmide de població per edats i sexe el 2009 era:
| Homes | Edats   | Dones |
| ----- | ------- | ----- |
| 8     | 95 o +  | 0     |
| 4     | 90 a 94 | 48    |
| 32    | 85 a 89 | 52    |
| 36    | 80 a 84 | 52    |
| 52    | 75 a 79 | 56    |
| 88    | 70 a 74 | 64    |
| 84    | 65 a 69 | 100   |
| 64    | 60 a 64 | 112   |
| 104   | 55 a 59 | 68    |
| 128   | 50 a 54 | 116   |
| 164   | 45 a 49 | 172   |
| 160   | 40 a 44 | 180   |
| 160   | 35 a 39 | 164   |
| 177   | 30 a 34 | 112   |
| 97    | 25 a 29 | 148   |
| 112   | 20 a 24 | 116   |
| 204   | 15 a 19 | 172   |
| 180   | 10 a 14 | 144   |
| 184   | 5 a 9   | 112   |
| 92    | 0 a 4   | 112   |

## Economia
El 2007 la població en edat de treballar era de 2.812 persones, 2.115 eren actives i 697 eren inactives. De les 2.115 persones actives 1.995 estaven ocupades (1.056 homes i 939 dones) i 120 estaven aturades (48 homes i 72 dones). De les 697 persones inactives 257 estaven jubilades, 300 estaven estudiant i 140 estaven classificades com a «altres inactius».

### Ingressos
El 2009 a Villars-les-Dombes hi havia 1.702 unitats fiscals que integraven 4.167,5 persones, la mediana anual d'ingressos fiscals per persona era de 19.106 €.

### Activitats econòmiques
Dels 257 establiments que hi havia el 2007, 1 era d'una empresa extractiva, 4 d'empreses alimentàries, 2 d'empreses de fabricació de material elèctric, 11 d'empreses de fabricació d'altres productes industrials, 27 d'empreses de construcció, 51 d'empreses de comerç i reparació d'automòbils, 15 d'empreses de transport, 23 d'empreses d'hostatgeria i restauració, 5 d'empreses d'informació i comunicació, 20 d'empreses financeres, 12 d'empreses immobiliàries, 28 d'empreses de serveis, 40 d'entitats de l'administració pública i 18 d'empreses classificades com a «altres activitats de serveis».
Dels 70 establiments de servei als particulars que hi havia el 2009, 1 era una oficina d'administració d'Hisenda pública, 1 gendarmeria, 1 oficina de correu, 5 oficines bancàries, 2 funeràries, 7 tallers de reparació d'automòbils i de material agrícola, 1 taller d'inspecció tècnica de vehicles, 1 autoescola, 8 paletes, 2 guixaires pintors, 3 fusteries, 8 lampisteries, 2 electricistes, 1 empresa de construcció, 7 perruqueries, 1 veterinari, 13 restaurants, 2 agències immobiliàries, 1 tintoreria i 3 salons de bellesa.
Dels 23 establiments comercials que hi havia el 2009, 2 eren supermercats, 1 un supermercat, 2 botiges de menys de 120 m², 4 fleques, 2 carnisseries, 1 una peixateria, 1 una llibreria, 1 una botiga de roba, 1 una botiga d'equipament de la llar, 1 una sabateria, 1 una botiga d'electrodomèstics, 2 drogueries i 4 floristeries.
L'any 2000 a Villars-les-Dombes hi havia 32 explotacions agrícoles que ocupaven un total de 910 hectàrees.

## Equipaments sanitaris i escolars
El 2009 hi havia 2 farmàcies i 3 ambulàncies.
El 2009 hi havia 1 escola maternal i 1 escola elemental. Villars-les-Dombes disposava d'un col·legi d'educació secundària amb 552 alumnes.

## Poblacions més properes
El següent diagrama mostra les poblacions més properes.